# Frankie Narvaez
Frankie Narvaez (ur. 3 grudnia 1939, zm. 15 kwietnia 2004 w Nowym Jorku) – bokser portorykański.
Był w latach 70. czołowym bokserem wagi lekkiej w gronie zawodowców. Wśród pokonanych przez niego rywali byli m.in. zdobywcy tytułów mistrza świata (ale w innym okresie niż walki z Narvaezem) – Carlos Teo Cruz z Dominikany i Pedro Adigue z Filipin. Walczył ponadto m.in. z Ismaelem Laguną z Panamy (poniósł porażkę).